# Willie Cauley-Stein
Willie Trill Cauley-Stein (ur. 18 sierpnia 1993 w Spearville jako Willie Durmond Cauley, Jr.) – amerykański koszykarz, występujący na pozycji środkowego, obecnie zawodnik Rio Grande Valley Vipers.
8 lipca 2019 został zawodnikiem Golden State Warriors.
25 stycznia 2020 trafił w wyniku wymiany do Dallas Mavericks. 1 grudnia podpisał kolejną umowę z Mavericks. 15 stycznia 2022 został zwolniony. 24 lutego 2022 zawarł 10-dniowy kontrakt z Philadelphia 76ers. 9 października 2022 dołączył do Houston Rockets. 3 listopada został zawodnikiem Rio Grande Valley Vipers. 27 lutego 2023 podpisał 10-dniową umowę z Rockets, po czym powrócił do składu Vipers.

## Osiągnięcia
Stan na 13 marca 2023, na podstawie, o ile nie zaznaczono inaczej.
NCAA
- Wicemistrz NCAA (2014)
- Mistrz:
  - turnieju konferencji Southeastern (SEC – 2015)
  - sezonu regularnego SEC (2015)
- Uczestnik rozgrywek NCAA Final Four (2014, 2015)
- Obrońca Roku:
  - NCAA według NABC (2015)[10]
  - NBC Sports (2015)
  - konferencji SEC (2015)[11]
- Zaliczony do:
  - I składu:
    - All-American (2015)
    - SEC (2015)
    - defensywnego SEC (2014, 2015)
    - pierwszoroczniaków SEC (2013)
    - turnieju:
      - NCAA Midwest Region (2015)
      - SEC (2015)
- MVP turnieju SEC (2015)[12]

NBA
- Zaliczony do II składu debiutantów NBA (2016)[13]